# Manuel Earnshaw

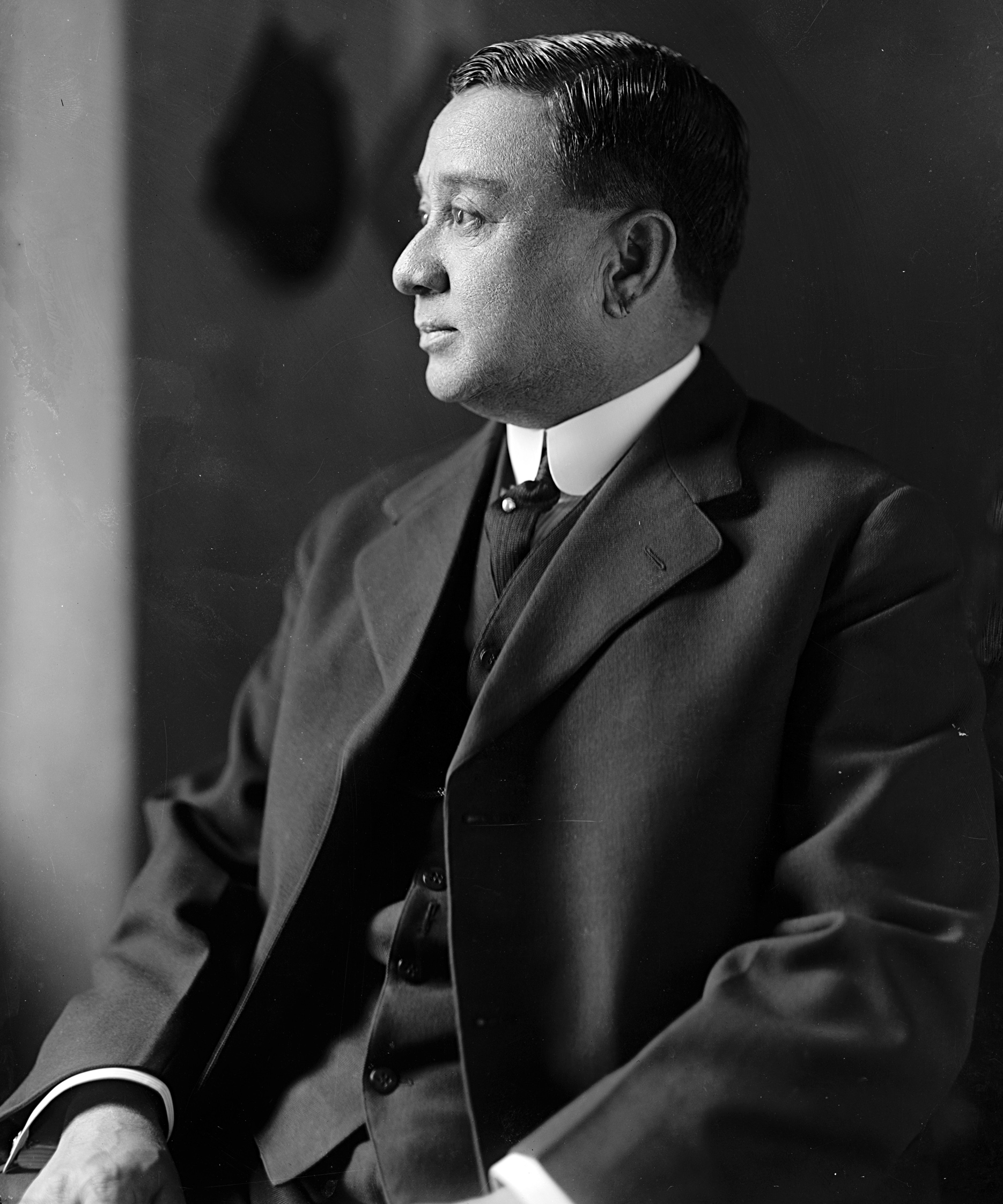
Manuel Earnshaw

Manuel Earnshaw (* 19. November 1862 in Cavite; † 13. Februar 1936 in Manila) war ein philippinischer Politiker. Zwischen 1913 und 1917 vertrat er die Philippinen als Delegierter (Resident Commissioner) im Repräsentantenhaus der Vereinigten Staaten.

## Werdegang
Manuel Earnshaw besuchte das Ateneo de Manila und die Nauti School, ebenfalls in Manila. Danach arbeitete er als Ingenieur. Er wurde Gründer und Präsident der Firma Earnshaw Slipways & Engineering Co. Im Jahr 1912 wurde er als unabhängiger Kandidat von der philippinischen Legislative zum nicht stimmberechtigten Delegierten im US-Repräsentantenhaus in Washington, D.C. gewählt, wo er am 4. März 1913 als Nachfolger von Benito Legarda sein neues Mandat antrat. Dieses Amt konnte er bis zum 3. März 1917 ausüben. Im Jahr 1916 verzichtete er auf eine weitere Kandidatur.
Nach dem Ende seiner Zeit im US-Repräsentantenhaus nahm Manuel Earnshaw bis 1921 seine früheren Tätigkeiten wieder auf. Danach zog er sich in den Ruhestand zurück. Er starb am 13. Februar 1936 in Manila.